# ウォルター・ホッジス
C・ウォルター・ホッジス（Cyril Walter Hodges、1909年3月18日 - 2004年11月26日）は、イギリスのケント出身の挿絵画家、歴史物語作家、児童文学作家。

## 経歴
1928年にロンドンのゴールドスミス・カレッジを卒業。リヴァプールのエブリマンシアターで舞台装置や衣装のデザイナーを務め、さらに新聞や雑誌の挿絵画家として活躍した。1934年にはロンドンの保険協会の建物の壁画を手掛け、新築祝いの式上で、当時の国王であるジョージ5世の称賛を受けた。第二次世界大戦中はそれらの腕をいかし、カモフラージュの専門家としてノルマンディー上陸作戦に参加した。
1935年には作家として、ウィリアム・シェイクスピアに関する『シェイクスピア劇場の再建』（The Globe Restored）を著した。1939年に著した児童文学『コロンブス海を行く』（Columbus Sails）は、ホッジスの代表作の一つとされ、イギリスで最も優れた児童文学の一つといわれる。1947年の『空とぶ家』（The Flying House）は、小学校低学年から中学年の子供たちのための作品として、大変な人気を博した。1964年には『シェークスピアの劇場』（Shakespeare's Theatre）でケイト・グリーナウェイ賞を受賞した。
このほか、エリザベス・グージ、ローズマリー・サトクリック、ウィリアム・メインといった、著名な児童文学作家の作品の挿絵も手掛けた。写実的で古風な描線が、歴史物語に生かされている。挿絵画家としての代表作には、1956年の『銀のナイフ』（The silver sword）、1967年の『アルフレッド王の勝利』（The Marsh King A Story Of King Alfred）などがある。